# 争取激进左翼联盟委员会
争取激进左翼联盟委员会（希腊语：Επιτροπή για μια Ριζοσπαστική Αριστερή Συσπείρωση）是塞浦路斯的一个已不存在的极左翼政治组织。该组织成立于2011年10月。2014年，该组织解散。该组织的意识形态是社会主义、共产主义。该党实行集体领导。该党的总部位于尼科西亚。